# نهائي كوبا ليبرتادوريس 1994
نهائي كأس ليبرتادوريس 1994 هو النهائي الخامس والثلاثون من بطولة كأس ليبرتادوريس لتحديد بطل كوبا ليبرتادوريس 1994 . تنافس في المباراة النهائية الفريق الأرجنتيني فيليز سارسفيلد (الذي لعب أول نهائي له على الإطلاق) والبرازيلي ساو باولو إف سي. مباراة الذهاب، التي أقيمت في ملعب خوسيه أمالفيتاني، فاز فيها فيليز على ساو باولو 1-0 في حين فاز ساو باولو في مباراة الإياب التي أقيمت في ملعب مورومبي بنفس النتيجة.
نظرًا لتعادل كلا الفريقين في النقاط وفارق الأهداف، تم إجراء ركلات الترجيح لتحديد البطل. بعد أن أضاع المهاجم بالينها تسديدته، فاز فيليز سارسفيلد بركلات الترجيح ليحقق أول لقب له في كأس ليبرتادوريس.

## الفرق المتأهلة
| فريق           | نهائيات سابقة (الخط العريض يشير لسنة الفوز) |
| -------------- | ------------------------------------------- |
| فيليز سارسفيلد | -                                           |
| ساو باولو      | 1974، 1992 ، 1993                           |